# 昼間氏
昼間（ひるま）氏（晝間氏）は、日本の氏族。

## 晝間
井伊氏の支族（武家）。東京都、埼玉県、神奈川県の旧武蔵国の地域に分布する。
9代将軍徳川家重は、将軍になる以前の元文四年（1739年）2月14日と翌日15日、鷹狩りの際に日光街道沿いに位置する瀬崎村（現在の埼玉県草加市）の晝間新左衛門家に立ち寄った史実（草加市史料）がある。

## 昼間
埼玉県岩槻市、入間市に分布する。徳川家康が関東入国直後の1591年に、川越から岩槻に向かう途中、北条氏の残党に追われ夜に川を渡る際、渡し守が明かりを灯した際に「昼間のような明るさだ」と家康が喜び、昼間の姓を下賜される。そのため埼玉県さいたま市西区には「昼間の渡し」跡が残っている。
関東を中心に80世帯ほどが分布している。いわゆる珍名の一つである。